# Río Otoro
El río Otoro, también conocido como el Río Grande de Otoro, es un río que empieza en el departamento de Intibucá y luego se convierte en el Río Ulúa en el departamento de Santa Bárbara.